# سيم سانغ يانغ
سيم سانغ يانغ ((هانغل: 심상정)) (ولدت في 20 فبراير 1959) هي سياسية كورية جنوبية، وهي واحدة من الخمسة المرشحين في الانتخابات الرئاسية الكورية الجنوبية 2017 ممثلة لحزب العدالة ورئيسته بين 2015 و 2011. وهي الآن عضوة في الجمعية الوطنية.

## دراستها
حصلت على درجة البكالوريوس من جامعة سيول الوطنية، ثم تحولت إلى دراسة التاريخ حيث كانت تأمل لأن تصبح مدرسة لمادة التاريخ.

## حياتها السياسية
سيم من أكبر السياسيات الكوريات اليساريات في سياسة كوريا الجنوبية، شغلت 3 مناصب مهمة في حياتها السياسية داخل الجمعية الوطنية: ترأست حزب العمل الديمقراطي، مؤسس مشارك في الحزب التقدمي الجديد ومؤسس مشارك ورئيس حزب الوحدة والتقدم.
انتُخِبت لعضوية الجمعية الوطنية ممثلة لحزب العمل الديمقراطي، ثم مرة أخرى بعدها عن حزب الوحدة والتقدم بنسبة 49.37% نيابة عن منطقتي غيونغي وغويانغ في 2014.
بعد تفكك حزب الوحدة والتقدم على خلفية تقديم حكومة باك غن هي عريضة للمحكمة الدستورية الكورية لحل الحزب بسبب تقارب وجهة نظره مع كوريا الشمالية في 2013، تلقت سيم مساعدة من حزب العدالة وأصبحت رئيسته، كما جددت ولايتها داخل الجمعية الوطنية في 2016 عن منطقة غويانغ بعد حصولها على 53% من الأصوات.

## مواقفها

### دعم المثليين
تعتبر سيم السياسية الوحيدة التي أعربت علنا عن دعمها لحقوق المثليين في كوريا الجنوبية.

### الأمن القومي
عارضت سيم نشر منظومة ثاد الدفاعية، وتأمل بأن تكون شبه جزيرة كوريا خالية من أي أسلحة خصوص النووية.